# Amphibalanus reticulatus
Amphibalanus reticulatus is een zeepokkensoort uit de familie van de Balanidae. De wetenschappelijke naam van de soort werd in 1967 als Balanus reticulatus voor het eerst geldig gepubliceerd door Utinomi.

## Verspreiding
De netvormige zeepok Amphibalanus reticulatus werd voor het eerst beschreven vanuit het zuiden van Japan en is inheems in de Indo-Pacifische regio. De soort is door de scheepvaart geïntroduceerd naar tropische en subtropische wateren van de oostelijke Stille Oceaan, beide zijden van de Atlantische Oceaan en de oostelijke Middellandse Zee. Het geeft de voorkeur aan zoute (30-40 psu), subtidale leefomgevingen in warme zeeën en is te vinden op een breed scala aan harde oppervlakken, waaronder scheepsrompen, dokken, palen, mangroven, rotsen, oesters en andere schelpdieren. A. reticulatus kan economische gevolgen hebben door aangroei op scheepsrompen en vaste constructies in zee en wordt verondersteld te concurreren met andere zeepok-soorten met betrekking tot leefruimte.